# Tschernitz
Tschernitz település Németországban, azon belül Brandenburgban. Lakosainak száma 1155 fő (2023. december 31.).

## Népesség
A település népességének változása:
| Lakosok száma | 1239 | 1236 | 1202 | 1190 | 1155 |
|               | 2017 | 2019 | 2021 | 2022 | 2023 |